# Station Ålen
Station Ålen is een halte in Ålen in de gemeente Holtålen in fylke Trøndelag  in  Noorwegen. De halte ligt aan Rørosbanen. Ålen werd in 1901 geopend als Jensaas lasteplass. De naam Ålen wordt gebruikt sinds 1921.